# Ernest Monis

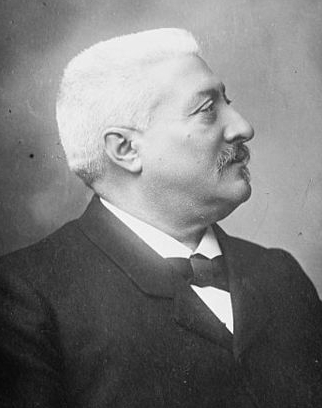
Ernest Monis

Antoine Emmanuel Ernest Monis (* 23. Mai 1846 in Châteauneuf-sur-Charente, Département Charente; † 25. Mai 1929 in Mondouzil, Département Haute-Garonne) war ein französischer Politiker und 1911 Premierminister.

## Biografie
Der Enkel eines aus Spanien stammenden Einwanderers und Sohn des Gerichtsdieners und zweimaligen Bürgermeisters (1851–1854 sowie 1869–1870) von Châteauneuf-sur-Charente, Antoine Monis, absolvierte nach dem Schulbesuch ein Studium der Rechtswissenschaften in Poitiers und ließ sich nach Abschluss des Studiums bereits im Alter von 22 Jahren 1868 als Rechtsanwalt in Cognac nieder. 1879 begründete er eine Anwaltskanzlei in Bordeaux.
Seine politische Laufbahn begann er bald darauf 1871 mit der Wahl zum Mitglied des Stadtrates von Cognac. Am 18. Oktober 1885 wurde er als Vertreter des Départements Gironde zum Abgeordneten der Nationalversammlung gewählt und gehörte dieser als Radikalrepublikaner (Républicain radical) bis zum 11. November 1889 an. Zwei Jahre darauf wurde er 1891 als Vertreter des Département Gironde zum Senator gewählt und bekleidete dieses Mandat 29 Jahre lang bis 1920.
Am 22. Juni 1899 wurde er von Premierminister Pierre Waldeck-Rousseau zum Justizminister in dessen Kabinett berufen und gehörte diesem bis zum Ende von Waldeck-Rousseaus Amtszeit am 7. Juni 1902 an. In seiner Amtszeit wurde mit dem Vereinsgesetz (Loi sur les Associations),  das sogenannte Gesetz vom 1. Juli 1901, eine allgemeine Vereinigungsfreiheit eingeführt, die bis heute Grundlage des französischen Vereinsrechts ist. Außerdem fiel in seine Amtszeit als Justizminister auch die Zulassung von Frauen zum Anwaltsberuf.
Zwischen 1907 und 1919 war er Präsident des Generalrates der Gironde sowie 1910 Vizepräsident des Senats.
Am 2. März 1911 wurde er als Nachfolger von Aristide Briand selbst Premierminister (Président du Conseil des Ministres) und übernahm dabei zugleich das Amt des Innenministers.
Am 20. Mai 1911 kam es zu einem tragischen Unglücksfall, als Monis zusammen mit Kriegsminister Maurice Berteaux auf dem Flugfeld von Issy-les-Moulineaux den vom Journal Le Petit Parisien gesponserten Flugwettbewerb von Paris nach Madrid (Course aérienne Paris-Madrid 1911) eröffnen wollte. Durch den Absturz eines der Flugzeuge kam es zum Einsturz der Ehrentribüne, der zu einem komplizierten Bruch eines Beines von Premierminister Monis und zum Tode von Kriegsminister Bertaux am folgenden Tag führte. Aus diesen gesundheitlichen Gründen trat er am 27. Juni 1911 zurück und wurde durch seinen Finanzminister Joseph Caillaux abgelöst.
Am 13. Dezember 1913 wurde er von Premierminister Gaston Doumergue zum Marineminister in dessen 1. Kabinett berufen, dem er bis zum 20. März 1914 angehörte.
Nach seinem Ausscheiden aus dem Senat verarmte Monis völlig und musste seinen Lebensunterhalt als einfacher Rechtsanwalt verdienen. Daneben wurde er 1925 als Mitglied des Stadtrates von Châteauneuf-sur-Charente gewählt. Dies führte dazu, dass Premierminister Raymond Poincaré völlig ergriffen im Februar 1927 dessen Situation der Nationalversammlung darstellte und diese Monis anschließend eine lebenslange, jährliche Ehrenpension von 24.000 Francs gewährte.